# Clase Braunschweig
La clase Braunschweig fue una serie de acorazados pre-dreadnought de la Kaiserliche Marine, compuesta por cinco buques, uno de los cuales participó en la Batalla de Jutlandia en 1916.

## Construcción

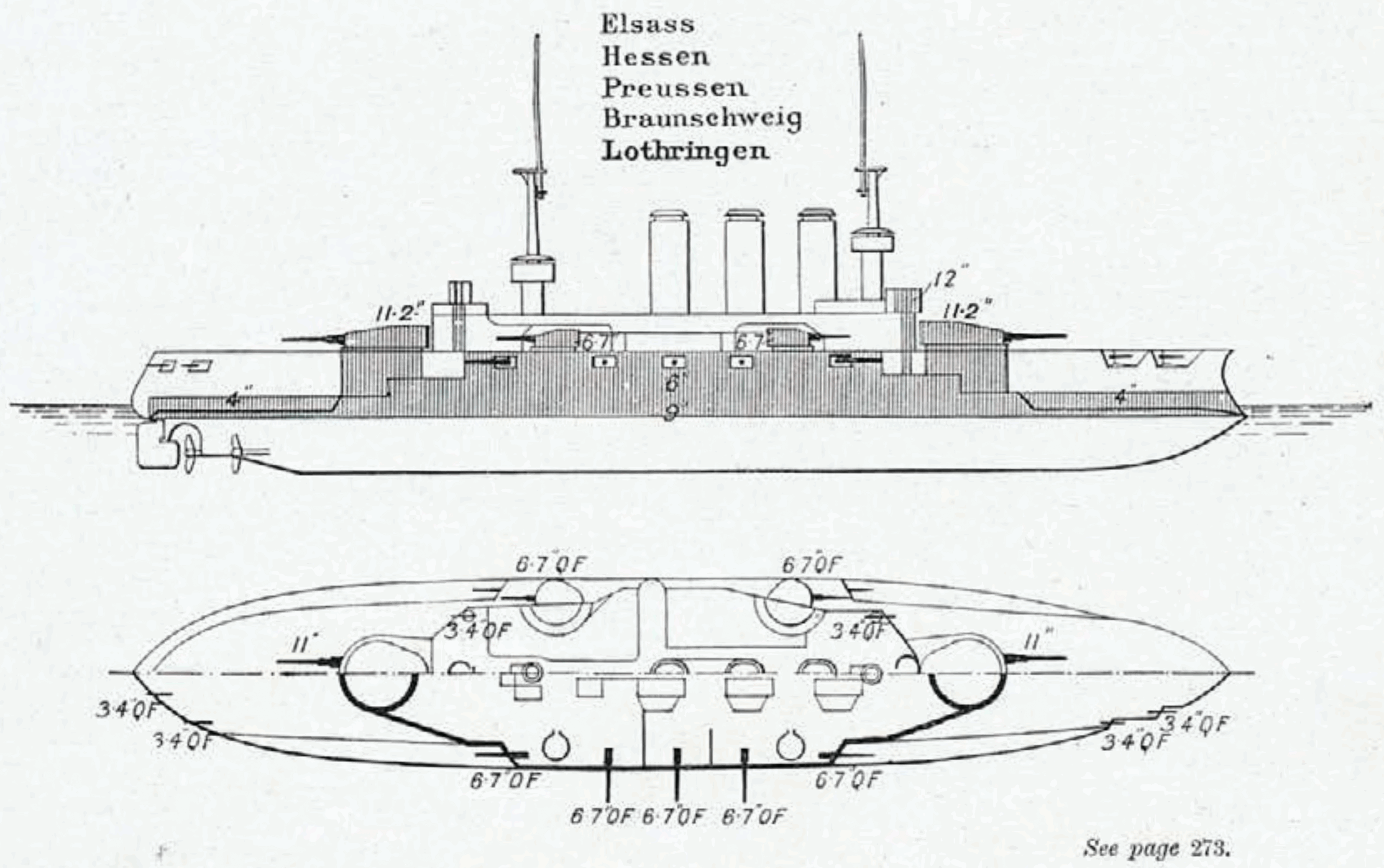
Plano y dibujo de perfil de la clase Braunschweig, que muestra la disposición del armamento y el esquema de blindaje de los barcos.

Los trabajos del cabeza de serie comenzaron en Kiel en octubre de 1901, y con el Elsaß en Danzig, en el mismo año, seguidos en abril de 1902 por el SMS Hessen, cuya quilla fue puesta en grada en Kiel y el Preußen, cuyas obras comenzaron en Stettin. Posteriormente, en diciembre, el Lothringen fue puesto en grada en Danzig.
El Braunschweig fue completado en octubre de 1904, seguido del Elsaß un mes después. El Hessen fue completado en septiembre de 1905, y la construcción del Preußen finalizó en diciembre de ese mismo año. El Lothringen fue completado en mayo de 1906.

## Diseño

### Dimensiones y maquinaria

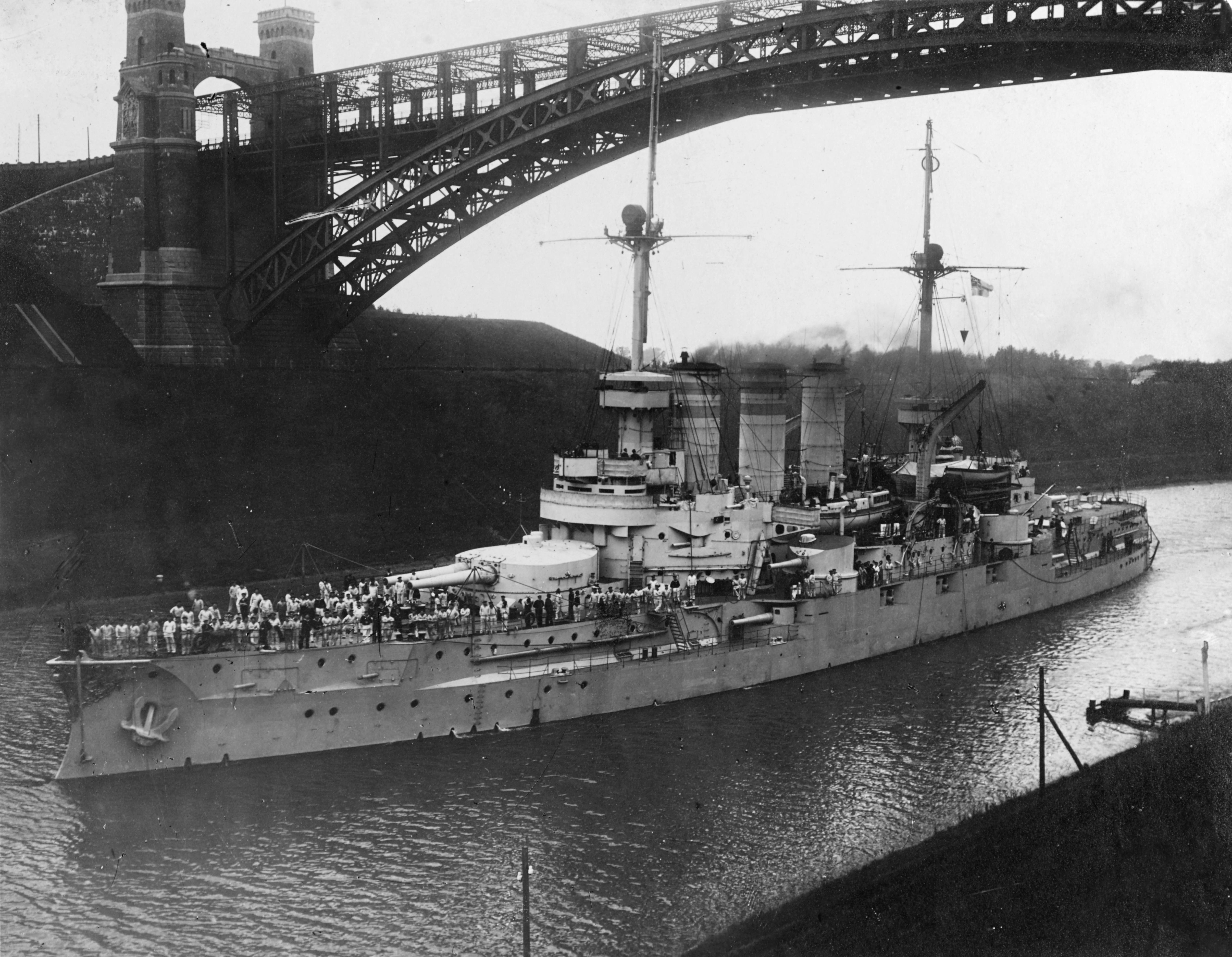
El SMS Lothringen cruzando el canal de Kiel, en algún momento entre 1906 y 1914.

La clase Braunschweig tenía una eslora a nivel de la línea de flotación de 125,95 m y de 127,71 m máxima. Su manga máxima era de 22,25 metros y su calado de 8,10 metros, para un desplazamiento de 14.167 toneladas.
Los buques de la clase estaban propulsados por 3 hélices, movidas por tres máquinas de vapor de triple expansión que daban una potencia de 16 400 a 16 800 CV, lo que les permitía desarrollar una velocidad en sus pruebas de mar de 18,2 a 18,7 nudos.

### Blindaje
Los buques tenían un blindaje de 9” (229 mm) para proteger sus áreas vitales, y de 101 mm (4”) en las zonas de menor riesgo. Las torretas estaban protegidas por un blindaje de 254 mm (10”) de grosor, y las cubiertas tenían un blindaje de 76 mm (3”).

### Armamento
Los buques de la clase Braunschweig tenían un armamento incrementado con respecto a los buques de clases anteriores, pero débil en comparación con otros acorazados contemporáneos. El armamento principal lo componían cuatro cañones de 280 mm (11”) en torretas dobles, aumentando con ello su potencia de fuego con respecto a los 4 cañones de 240 mm (9,45”) de las clases anteriores, pero inferiores a los cañones de 305 mm (12”) usados por otras potencias navales.
Su batería secundaria consistía en catorce cañones de 170 mm (6,7”), cuatro montados en torretas simples en la mitad del buque, quedando los restantes montados en casamatas alrededor de la superestructura. Los buques también llevaban 18 piezas de 88 mm (3,46”) en casamatas a lo largo del buque y seis tubos lanzatorpedos de 457 mm (18”).

## Buques de la Clase
La clase Braunschweig la componían los siguientes buques:
- SMS Braunschweig
- SMS Elsaß
- SMS Hessen
- SMS Preußen
- SMS Lothringen

## Historial de servicio

### Primera Guerra Mundial
Al comienzo de la Primera Guerra Mundial, los miembros de la clase Braunschweig estaban asignados a la IV escuadra de combate y destacados en labores de defensa costera. En 1916, el Hessen fue destinado a la II escuadra de combate, con la que participó en la Batalla de Jutlandia.
En 1917, todos los buques de la clase fueron retirados como unidades de combate, siendo asignados a tareas auxiliares. El Braunschweig, el Elsaß y el Lothringen fueron designados como buques de entrenamiento, y el Hessen y el Preußen fueron asignados a tareas de dragaminas.

### Periodo de entreguerras
Tras la finalización de la contienda, el Braunschweig, el Elsaß y el Hessen iban a ser reconstruidos como buques de defensa costera, aunque dicho plan fue abandonado. En 1931, el Lothringen y el Preußen fueron desguazados, seguidos del Braunschweig en 1932 y el Elsaß en 1936. El único que sobrevivió a la Segunda Guerra Mundial fue el Hessen, siendo transferido a la armada soviética en 1946, tras la guerra. Usado como buque objetivo, fue finalmente desguazado a principios de los años 60.